# Québreizh (album)
Québreizh est le premier et unique album du groupe franco-canadien de musique bretonne Québreizh.

## Historique

### Enregistrement
L'album est enregistré par le groupe de folk celtique Québreizh, formé en 1977 en Bretagne par Jean-Marie Moncelet.
L'ingénieur du son qui assure l'enregistrement est Philippe Espantoso.

### Publication
L'album sort en disque vinyle le 4 octobre 1977 sur le label canadien Le Tamanoir sous la référence TAM-27004 et est distribué au Canada par la société Alta Musique Ltée basée à Québec,.
Il est ensuite publié en France sous le même format en mars 1978 sur le label L'Escargot sous la référence ESC 365.

## Liste des morceaux
L'album comprend les treize morceaux ci-dessous :

### Face 1
1. Appel + deux An Dro (Basse-Bretagne)
2. La Jument des Michaud (Danse An dro)
3. Gwerzar Maro Pontkallek (Complainte de la mort du marquis de Pontkallek)
4. Sylvestrig
5. C'est dans la Ville de La Rochelle
6. An Hini A Garan (Celui que j'aime)
7. Bam Bam Bam  (Hautee-Bretagne)

### Face 2
1. Son Ar Chistr (La Chanson du Cidre)
2. L'épi de Blé (Rond d'Argenton, dans le Berry)
3. Brande de la Pontonnier
4. Premier Jour de l'An (Bretagne)
5. Bonjour Tante Perrine (Haute-Bretagne)
6. Dans les Prisons de Nantes
7. Quand j'étais chez mon Père

## Musiciens
L'album est enregistré par lesmusiciens suivants :
- Jean-Marie Moncelet : voix, dulcimer, flûtes irlandaises, sabots
- Yvon Dumont : voix, guitare 12 cordes, auto-harpe
- Bernard Cormier : violon
- Pierre Gauthier : mandoline, guitare classique
- Gilles Plante : cromorne, bombarde bretonne
- Paul Picard : percussions